# Schlitzie
Schlitzie a veces escrito Schlitze o Shlitze (Bronx, Nueva York; 10 de septiembre de 1901-Los Ángeles; 24 de septiembre de 1971), posiblemente nacido como Simon Metz y legalmente Schlitze Surtees, fue un artista de circo y actor estadounidense, conocido por su papel en la película Freaks (1932), y por su carrera en circos de entretenimiento al aire libre como una importante atracción de feria como Barnum y Bailey.

## Biografía

### Infancia y juventud
La verdadera fecha de nacimiento de Schlitzie, su nombre y lugar de nacimiento se desconocen, aunque en su certificado de nacimiento consta como el 10 de septiembre de 1901 en el Bronx (Nueva York) bajo el nombre Simon Metz. Las afirmaciones de que nació en Mérida Yucatán, México, son equívocos debidos a ser una de las introducciones que el público escuchaba de Schlitzie cuando era presentado como "el último de los aztecas".
Schlitzie nació con microcefalia, una discapacidad que lo dejó con un inusual pequeño cráneo y haciendo que su cerebro no se desarrollara del todo, baja estatura de solo 1,22 m, miopía y retraso mental grave. Se decía que Schlitzie tenía el conocimiento de un niño de 3 años de edad. Era incapaz de cuidarse plenamente por sí mismo y solo podía hablar en monosílabos y formar algunas frases simples. Sin embargo, fue capaz de llevar a cabo tareas fáciles y se cree que podía entender casi todo lo que se le decía, ya que tenía un tiempo de reacción rápido y la capacidad de imitar. Los que conocían a Schlitzie lo describían como una persona cariñosa, exuberante, alegre, que amaba el baile, el canto y ser el centro de atención, haciendo que casi cualquier persona se detuviera a hablar con él.
De acuerdo con los dueños del negocio de carnaval de ese tiempo, se puede suponer que Schlitzie fue dado de niño a algún espectáculo por sus padres biológicos (hasta ahora desconocidos o no identificados). Sus tutores fueron por lo general sus empleadores, a veces por la ley y a veces simplemente de facto. Responsablemente él tendía a darle las manos a todos quienes llegaban a las atracciones. Los informes indican que era muy conocido, bien cuidado y tratado con cariño por sus empleadores a lo largo de sus años en carnavales y circos.

### Carrera
En el ámbito de las ferias, los microcéfalos eran presentados normalmente como "cabezas de alfiler" o "eslabones perdidos", y Schlitzie se exhibió bajo títulos como "el último de los aztecas", "la chica mono", y "¿Qué es?". En algunos puestos de feria, fue mostrado junto a otras personas con microcefalia como "Los hermanos aztecas".
Schlitzie llevaba la cabeza rapada al cero, excepto una coleta en la coronilla con un lacito, y lucía un vestido muumuu, siendo presentado como una mujer o un andrógino para agregarle mística a su extraña apariencia. Los que lo conocieron utilizaban alternativamente los pronombres masculinos y femeninos. La mayoría de las fuentes dicen que su incontinencia urinaria lo obligaba a usar pañales y los vestidos eran más prácticos para facilitar su atención, aunque al parecer solo empezó a desarrollar incontinencia alrededor de los 30 años.
En el ámbito de feria, Schlitzie fue un éxito; a lo largo de los años 1920 y 1930 fue empleado por muchos circos de lujo, incluyendo Ringling Brothers and Barnum & Bailey Circus, Clyde Beatty Circus, Tom Mix Circus, Crafts 20 Big Shows, y el Foley & Burke Carnival. En 1928, Schlitzie hizo su debut en la película The Sideshow, un drama ambientado en un circo, que contó con una variedad de artistas de feria reales.
Schlitzie hizo su papel más conocido como actor en 1932, en la película de Tod Browning, Freaks. Al igual que The Sideshow, Freaks tiene lugar en un circo, y cuenta con un número de artistas y fenómenos de feria genuinos: Las siamesas Daisy y Violeta Hilton, "El Torso Viviente" Prince Randian, y los hermanos enanos Harry and Daisy Earles entre otros. Schlitzie tiene una escena de diálogo (ininteligible) con el actor Wallace Ford. Otras dos "cabezas de alfiler" también aparecen en la película. Al referirse a Schlitzie, otros actores utilizan pronombres femeninos. Cuando Freaks se estrenó en 1932, el público del cine se escandalizó por la aparición de fenómenos de feria. El Reino Unido la prohibió durante 30 años. La película fue un fracaso financiero y Tod Browning nunca volvió a ser contratado por un gran estudio nuevamente.

### Hospitalización
Mientras se exhibía en el Tom Mix Circus en 1935, George Surtees, un entrenador de chimpancés, lo adoptó y se convirtió en su tutor legal, tomando su apellido. Bajo el cuidado de Surtees, Schlitzie continuó realizando el circuito de feria; en 1941 tuvo su último gran papel, como "Princess Bibi" en el film Meet Boston Blackie. Después de la muerte de Surtees en 1965, su hija, que no estaba en el negocio del espectáculo, internó a Schlitzie en un hospital del condado de Los Ángeles.
Schlitzie permaneció hospitalizado durante algún tiempo hasta que fue reconocido por un Tragasables, Bill Unks, que trabajaba en el hospital durante la temporada baja. Según Unks, Schlitzie parecía muy molesto por perderse el carnaval, y estar lejos de la vista del público lo había deprimido mucho. Las autoridades del hospital determinaron que la mejor atención para Schlitzie sería hacerle pupilo del empleador de Unks, Sam Alexander, un showman que lo devolvió a las barracas de feria, donde permaneció hasta 1968.

### Años finales y muerte
En sus últimos años, Schlitzie vivía en Los Ángeles, actuando ocasionalmente en varios circuitos secundarios de feria tanto a nivel local como a nivel internacional (con frecuencia viajaba a Hawái y Londres, y su última gran aparición fue en 1968 en el Dobrich International Circus celebrado en el Sports Arena). Tras el reestreno exitoso de Freaks, Schlitzie también se convirtió en una atracción notable en las calles de Hollywood, sus cuidadores vendían recuerdos y fotos de él. Schlitzie pasó sus últimos días viviendo en Santa Monica Boulevard, cerca del Parque MacArthur donde iba a visitar el lago con su tutor, darle de comer a las palomas y patos y a saludar a los transeúntes.
El 24 de septiembre de 1971, a los 70 años de edad, murió a causa de una bronconeumonía en el Sanatorio Fountain View. En su certificado de defunción aparece su nombre oficial como "Shlitze Surtees" y su fecha de nacimiento como 1901. Schlitzie fue enterrado inicialmente en una tumba sin nombre en el Queen of Heaven Cemetery en Rowland Heights. En 2009, un fan hizo una colecta para poner un rótulo colocado en su tumba.

## Legado cultural
En la década de 1960, Freaks fue redescubierta por la crítica especializada, y desde entonces disfruta de una larga carrera como una de las primeras películas de medianoche, luego convirtiéndose en una película de culto. En 1994, fue seleccionada por el National Film Registry de Estados Unidos como "cultural, histórica o estéticamente significativa". La película se convirtió en una importante exposición al público de la figura de Schlitzie, que sigue siendo considerado como uno de los personajes más memorables de la película.
La imagen icónica de Schlitzie se ha prestado a muchos productos, incluyendo máscaras, sombreros, camisas, modelos, relojes, globos de nieve y muñecos. Además, Schlitzie ha sido citado como una inspiración para Bill Griffith en su cómic Zippy the Pinhead.
Schlitzie, en su rol de actor en Freaks, inspiró la canción "Pinhead", de la banda de punk rock The Ramones, incluida en el álbum Leave Home de 1977. Un actor, caracterizado como Schlitzie, acompañó las presentaciones de la banda en todo el mundo.
En el 2012 la serie antológica estadounidense American Horror Story en su segunda temporada, incluyó en su elenco secundario un personaje llamado Pepper, inspirado en Schlitzie e interpretado por la actriz Naomi Grossman.